# Shum Yip Upperhills Tower 2
La Shum Yip Upperhills Tower 2 est un gratte-ciel en construction à Shenzhen en Chine. Il devrait atteindre 299,3 mètres pour 62 étages. Il est situé à côté de la Shum Yip Upperhills Tower 1. 